# Campo San Tomà
El Campo San Tomà és una petita plaça de Venècia, situada al barri de San Polo, a pocs passos del Campo dei Frari.

## Descripció
De planta rectangular, té un pou al centre. Als seus quatre costats, a més de nombroses botigues i establiments típics (costats nord i sud), hi ha dos edificis de valor històric i arquitectònic:
- la Scoletta dei Calegheri (costat oest): construïda a finals del segle XV sobre les restes d'una escola anterior del segle XIV, va ser la seu del gremi de sabaters. A la façana, destaca la lluneta apuntada amb un baix relleu de Pietro Lombardo, que representa Sant Marc guarint el sabater Aniano.
- l'església de San Tomà (costat est): situada davant de la petita escola, té una façana que data del 1742 (que va substituir l'original del segle XVII); a l'interior hi ha pintures de Jacopo i Vincenzo Guarana.

## Galeria d'imatges

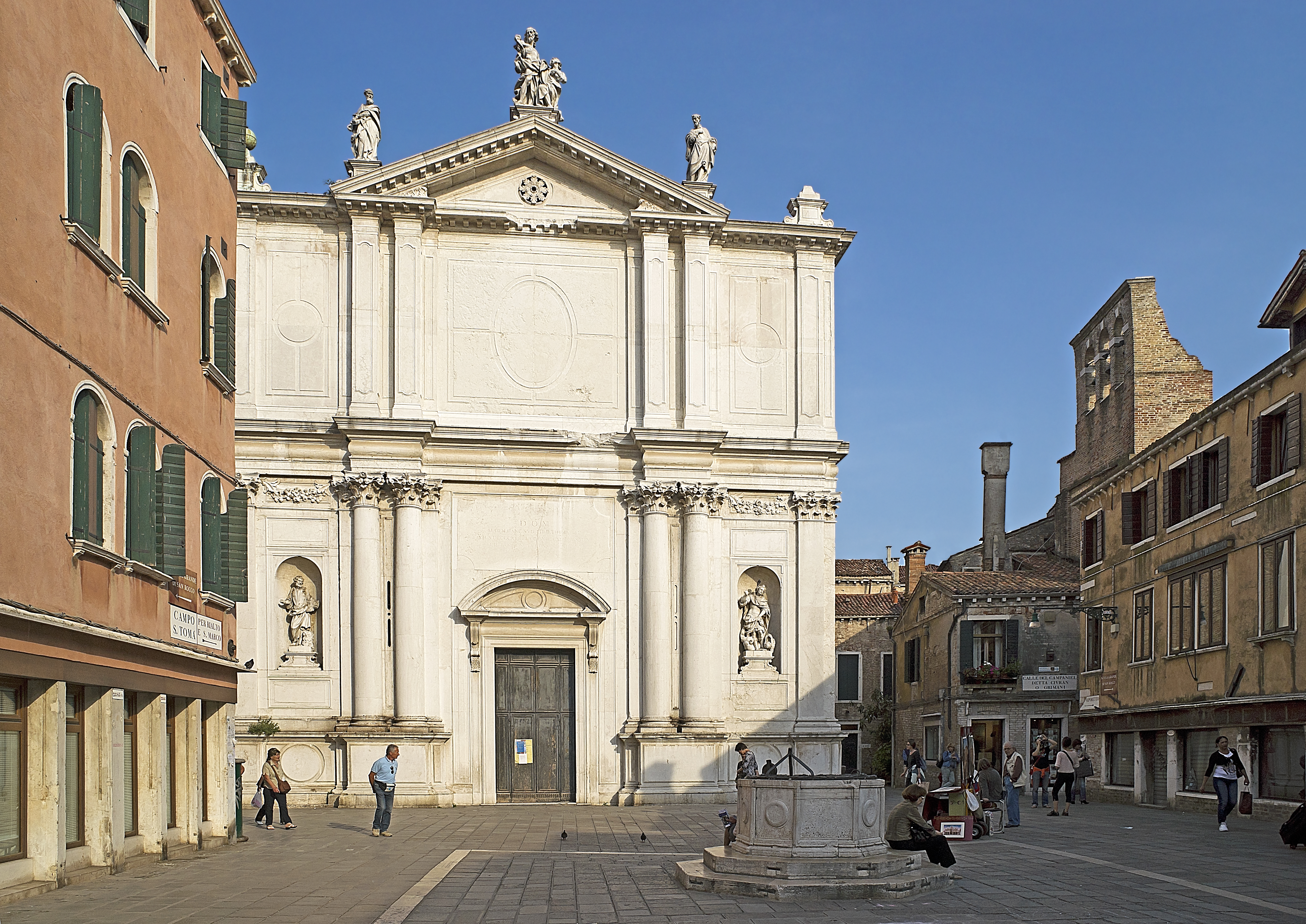
Vista del campo cap a l'est
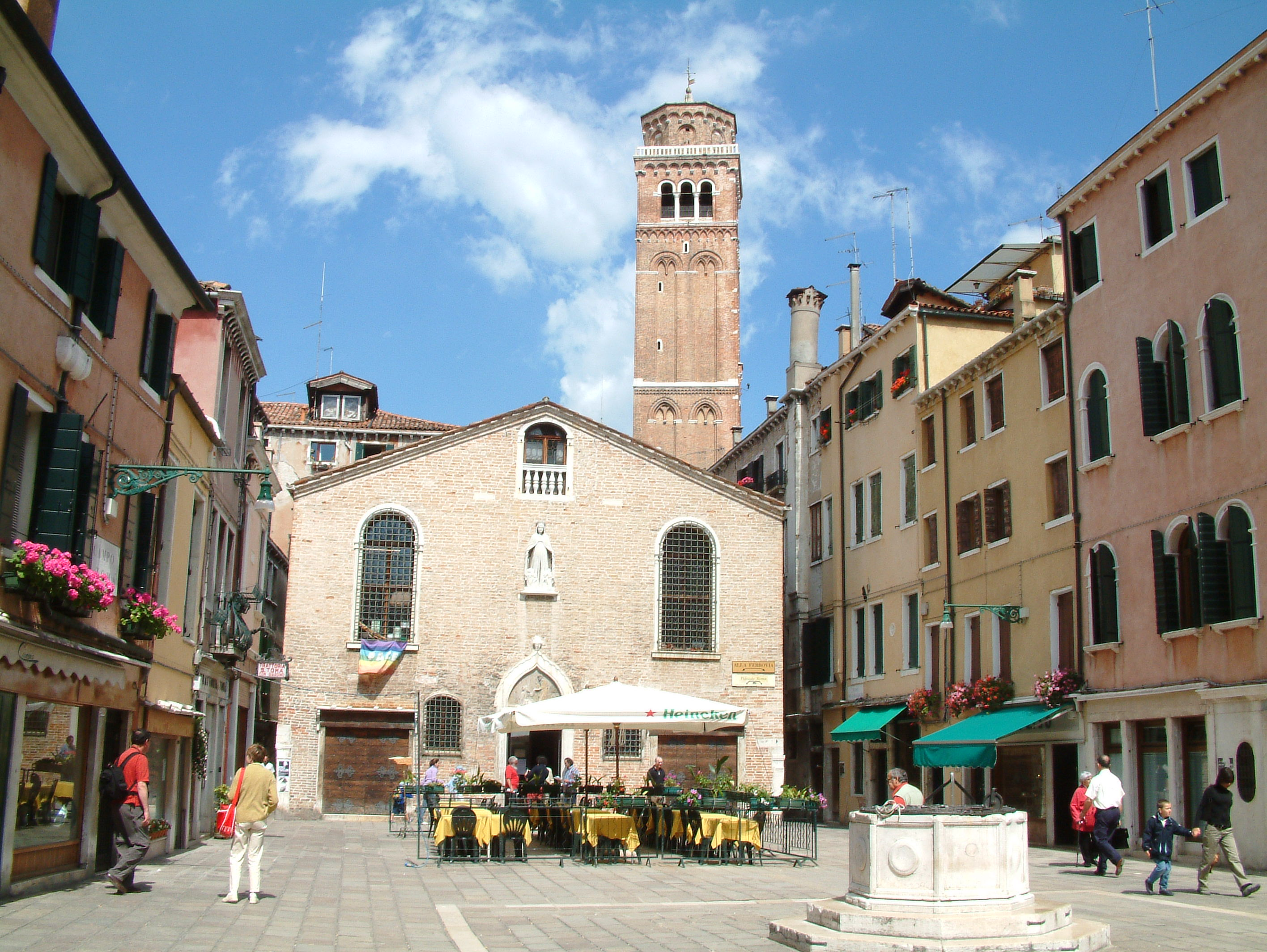
Vista del campo cap a l'oest
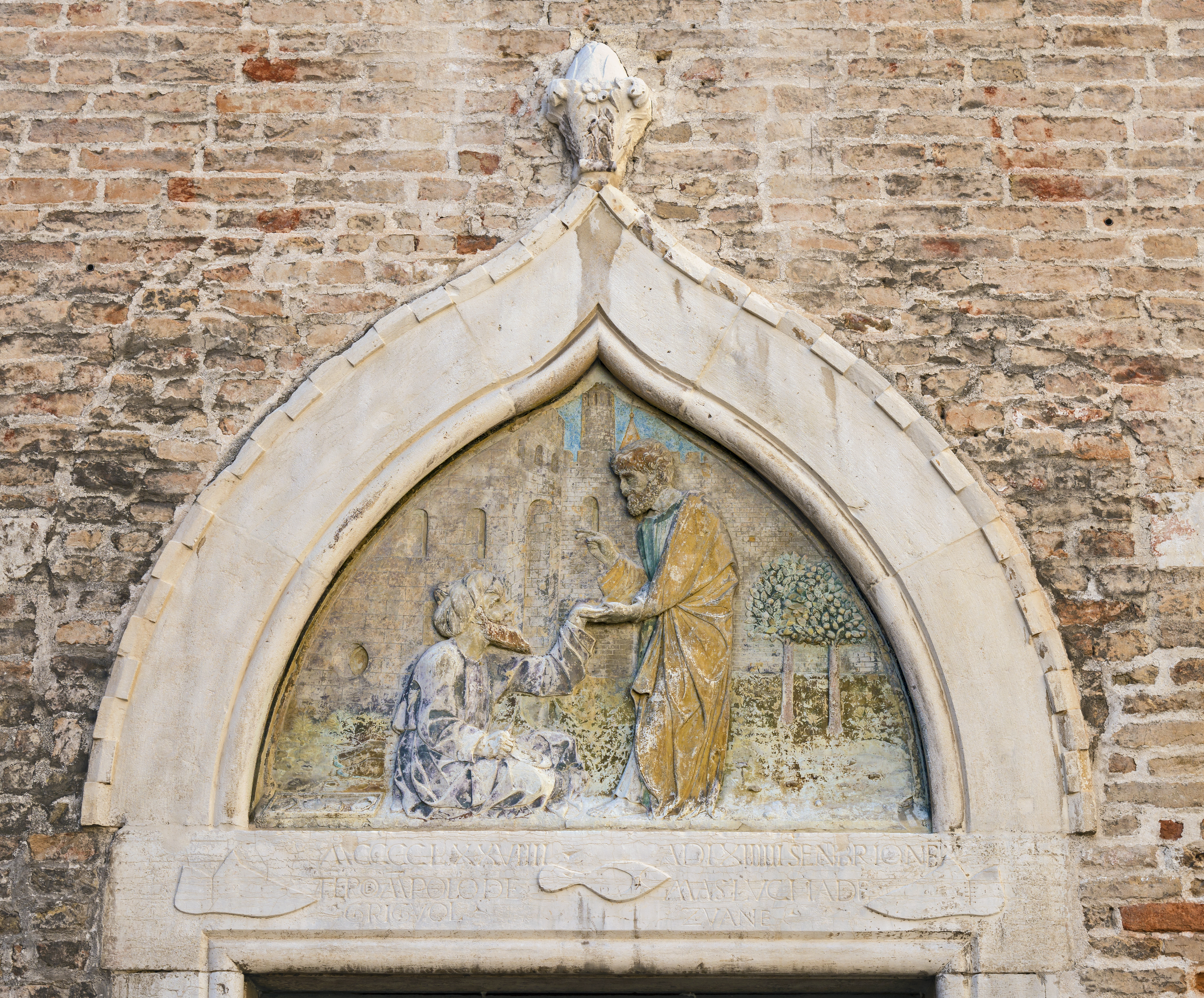
El baix relleu de Pietro Lombardo